# Sedona
Sedona – miasto położone w północnej części Stanu Arizona w Stanach Zjednoczonych niedaleko od Red Rock Country i Kanionu Oak Creek. Początki miasta datuje się na pierwsze lata XX wieku (ok. 1902 roku). Nazwa Sedona pochodzi prawdopodobnie od imienia kobiety – legendy podają, iż jest to imię córki jednego z urzędników. Miasto Sedona charakteryzuje krajobraz, który tworzą monumentalne formacje czerwonych skał, tzw. Red Rocks. Sedona znajduje się w zasięgu klimatu umiarkowanego. Jest jednym z najatrakcyjniejszych turystycznie miast na obszarze Stanu Arizona, a także jednym z popularniejszych miejsc kultu New Age.

## Historia

### Indianie
W 1876 r. plemiona Yavapai oraz Apacze zostali przymusowo przesiedleni z rejonu Verde Valley, do indiańskiego rezerwatu San Carlos. 1500 ludzi w środku zimy musiało przejść 280 km, by dotrzeć na miejsce. W tym czasie kilkaset osób straciło życie, a Indianie, którzy przetrwali przez 25 lat byli internowani. Dopiero około 1900 r. 200 Yavapai i Apaczów powróciło do Verde Valley. Od tego czasu stali się jedną polityczną jednostką, choć kulturalnie odmienną.

### Angloamerykańskie osadnictwo
Pierwszy angloamerykański osadnik, John J. Thompson przybył do Oak Creek w 1876 r. Początkowo osadnicy zajmowali się rolnictwem i hodowlą bydła. Kanion Oak Creek był dobrze znany z sadów owocowych, w których rosły głównie brzoskwinie i jabłka. Kiedy w 1902 r. założono w Sedonie urząd pocztowy miejscowość liczyła 55 mieszkańców. W połowie lat 50., wydano pierwszą książkę telefoniczną, w której znalazło się 155 imion. Jeszcze do lat 60. części obszaru Sedony nie była zelektryfikowana.
Miasto zaczęło rozwijać się turystycznie w latach 50., kiedy to stało się popularnym celem wakacyjnych wycieczek. Większa część istniejącej dziś infrastruktury została zbudowana w latach 80. i 90. Począwszy od 2007 r. nie ma żadnych większych obszarów, które nie byłyby zagospodarowane.

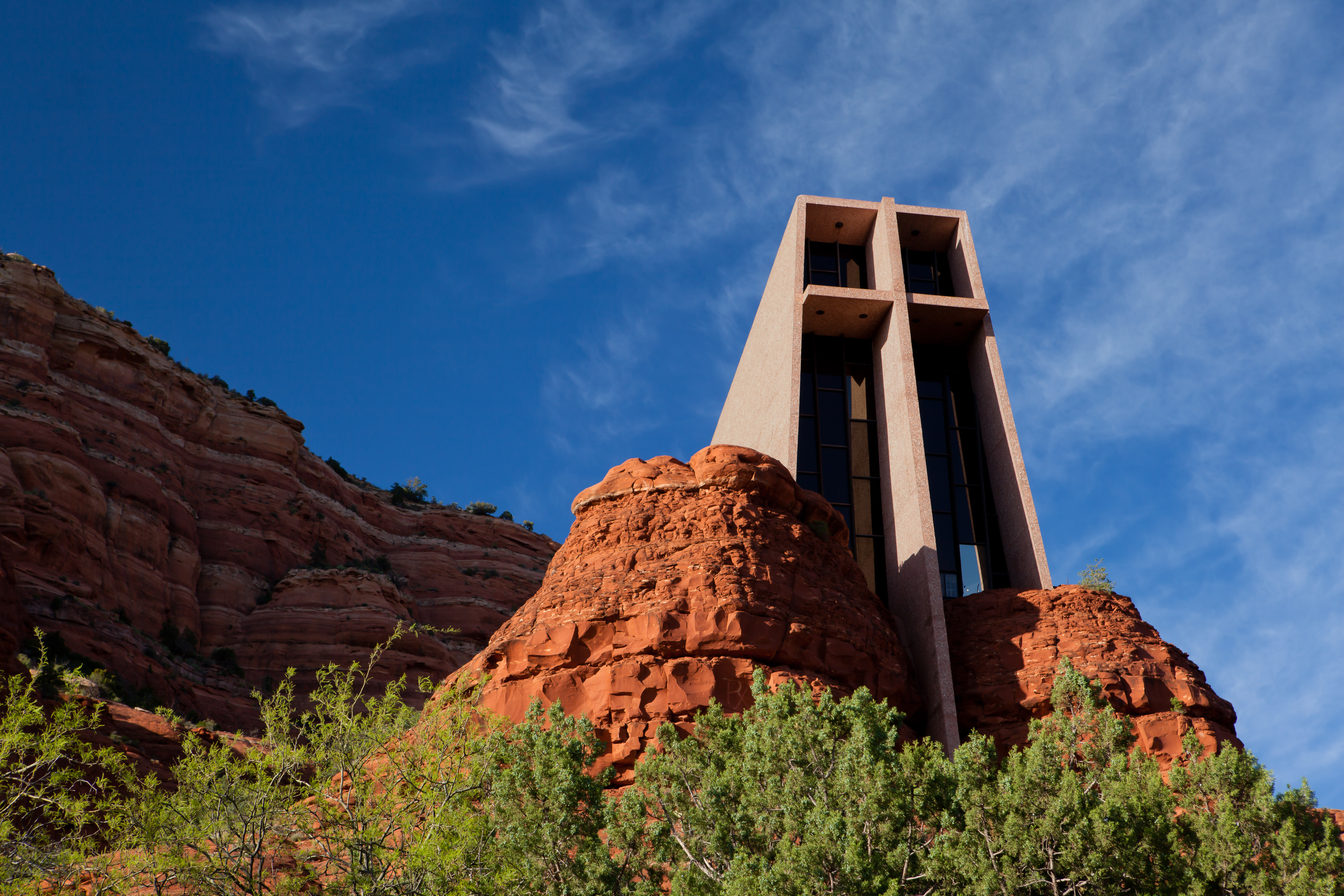
Kaplica Świętego Krzyża

W 1956 r. zakończono budowę Kaplicy Świętego Krzyża. Inspirowana architekturą wieżowca Empire State Building, wznosi się 250 stóp na czerwonej formacji skalnej charakterystycznej dla Sedony. O zachodzie słońca promienie słoneczne padają od przodu na kaplicę i w naturalny sposób „zapalają” ją wieczorem.

### Struktura administracyjna
Administracyjnie dzielnice spoza śródmieścia, Gallery District i obszar kaplicy (znajdujące się w Hrabstwie Coconino) oraz Sedona zachodnia (Hrabstwo Yavapai) tworzą miasto Sedona. Założona w 1902 r. osada została przyłączona do miasta w styczniu 1988 r. Z kolei znajdująca się 11 km na południe miejscowość Village of Oak Creek, choć nie jest włączona do miasta to stanowi znaczącą częścią jego społeczności.

### Związki z kinem
Okolice Sedony, jak i samo miasto wiele razy było scenografią dla klasycznych hollywoodzkich westernów. Charakterystyczne czerwone skały i pustynny krajobraz stanowiły idealne tło dla wielu filmów, m.in. Złamanej strzały z Jamesem Stewartem w roli głównej, Zdążyć przed północą z Robertem De Niro oraz Trzymaj się z daleka, Joe z Elvisem Presleyem.

### Pożar
18 czerwca 2006 r. w odległości ok. 1,6 km na północ od miasta wybuchł pożar zaprószony prawdopodobnie przez wczasowiczów. Tak zwany „Pożar Brins” objął 17 km² terenu na płaskowyżu Brins, górze Wilson i w Kanionie Oak Creek, zanim 28 czerwca służba leśna poinformowała o całkowitym ugaszeniu ognia. Koszt powstrzymania pożaru oszacowano na 6 400 000 dolarów.